# Słupca (gemeente)
De gemeente Słupca is een landgemeente in het Poolse woiwodschap Groot-Polen, in powiat Słupecki.
De zetel van de gemeente is in Słupca.
Op 30 juni 2004 telde de gemeente 8885 inwoners.

## Oppervlakte gegevens
In 2002 bedroeg de totale oppervlakte van gemeente Słupca 144,93 km², waarvan:
- agrarisch gebied: 92%
- bossen: 4%

De gemeente beslaat 17,3% van de totale oppervlakte van de powiat.

## Demografie
Stand op 30 juni 2004:
| Omschrijving                   | Totaal | Totaal | Vrouwen | Vrouwen | Mannen | Mannen |
| ------------------------------ | ------ | ------ | ------- | ------- | ------ | ------ |
| eenheid                        | aantal | %      | aantal  | %       | aantal | %      |
| inwoners                       | 8885   | 100    | 4474    | 50,4    | 4411   | 49,6   |
| bevolkingsdichtheid (inw./km²) | 61,3   | 61,3   | 30,9    | 30,9    | 30,4   | 30,4   |

In 2002 bedroeg het gemiddelde inkomen per inwoner 1245,25 zł.

## Administratieve plaatsen (sołectwo)
Cienin Kościelny, Cienin-Kolonia, Cienin Zaborny, Drążna, Gółkowo, Kamień, Kąty, Kochowo, Korwin, Koszuty, Koszuty-Parcele, Kotunia, Kowalewo-Góry, Kowalewo-Opactwo, Kowalewo-Sołectwo, Marcewek, Marcewo, Młodojewo, Młodojewo-Parcele, Niezgoda, Nowa Wieś, Pępocin, Piotrowice, Pokoje, Poniatówek, Rozalin, Wierzbno, Wierzbocice, Wilczna, Wola Koszucka-Parcele.

## Overige plaatsen
Benignowo, Bielawy, Borki, Cienin-Perze, Cienin Zaborny-Parcele, Czerwonka, Czesławowo, Grobla, Grzybków, Jaworowo, Józefówo, Kluczewnica, Koszuty Małe, Kowalewo Opactwo-Parcele, Kunówo, Meszna, Michałowo, Piotrowice-Parcele, Posada, Rokosz, Róża, Sergiejewo, Szkudłówka, Zaborze, Zacisze, Zastawie, Żelazków.

## Aangrenzende gemeenten
Golina, Kazimierz Biskupi, Lądek, Ostrowite, Powidz, Słupca, Strzałkowo